# Webac Holding

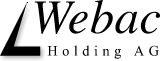
Historisches Logo

Die Webac Holding AG ist eine in München ansässige Aktiengesellschaft, deren Aktien am geregelten Markt an den Börsenplätzen Düsseldorf und Frankfurt gehandelt werden. Die Gesellschaft ist im Handelsregister des Amtsgerichts München unter HRB 140727 eingetragen; Hauptsitz der Geschäftstätigkeit ist Euskirchen. Der Konzern ist in den Bereichen Maschinenbau, des An- und Verkaufs von Grundstücken und deren Verwaltung sowie der Verwaltung von Krediten und Darlehen tätig.

## Geschichte
Die Firma entstand aus der Vorgängergesellschaft Rheinisch-Westfälischen-Kreditgarantiebank (RKB). Die RKB wurde 1964 in Dortmund gegründet. 1987 wurde beschlossen, die Gesellschaft in eine AG umzuwandeln, sodass dieser Umwandlungsbeschluss in das Handelsregister des Amtsgerichts Dortmund eingetragen wurde.
1996 stellte diese die Kreditvergabe ein und übertrug die Forderungen auf die Tochter Lega Kreditverwaltungs GmbH. Zwei Jahre später firmierte die Gesellschaft in Webac Holding AG um und hält seitdem Beteiligungen im Bereich Gießerei- und Spritzgussmaschinen. Außerdem wurde 1997 eine Immobiliengesellschaft erworben.

## Organisationsstruktur

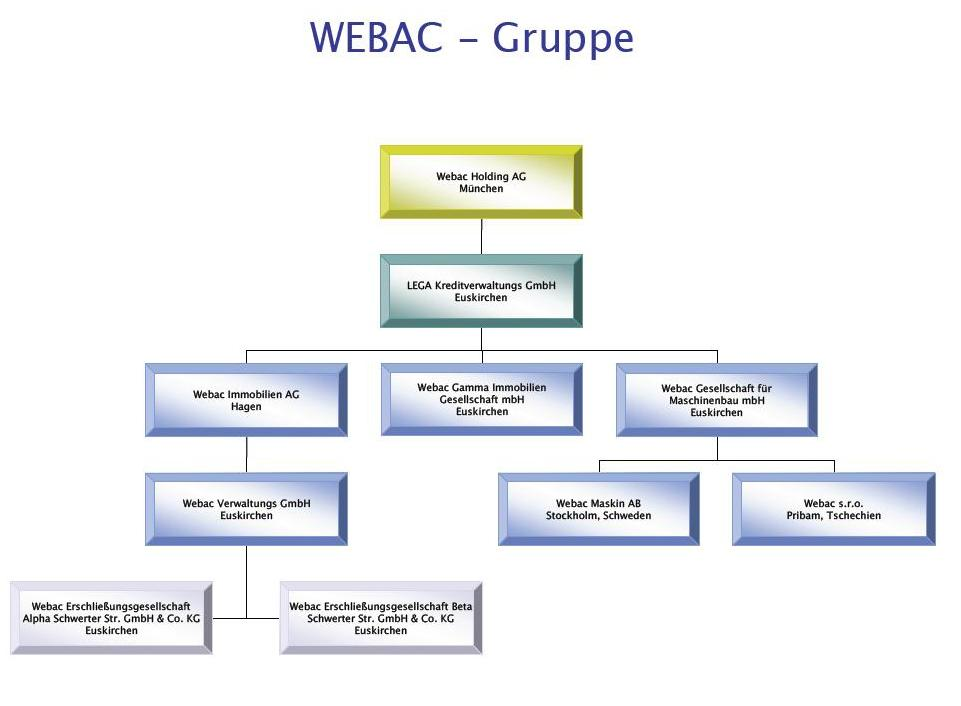
Organigramm der Webac Holding Ag

Der Webac-Holding-Konzern besteht aus der Webac Holding AG als Muttergesellschaft und der LEGA Kreditverwaltungs GmbH. Die LEGA Kreditverwaltungs GmbH wiederum hält Beteiligungen an der Webac Immobilien AG, der Webac Gamma Immobilien Gesellschaft mbH sowie der Webac Gesellschaft für Maschinenbau mbH.
Innerhalb des Webac-Holding-Konzerns nimmt die Webac Holding AG die Position der Muttergesellschaft ein. Das wesentliche operative Geschäft wird in der Webac Gesellschaft für Maschinenbau mbH und der Webac Immobilien AG durchgeführt. Die Beteiligungsgesellschaft LEGA Kreditverwaltungs GmbH ist zuständig für die Abwicklung von Altkrediten.

## Tochterfirmen

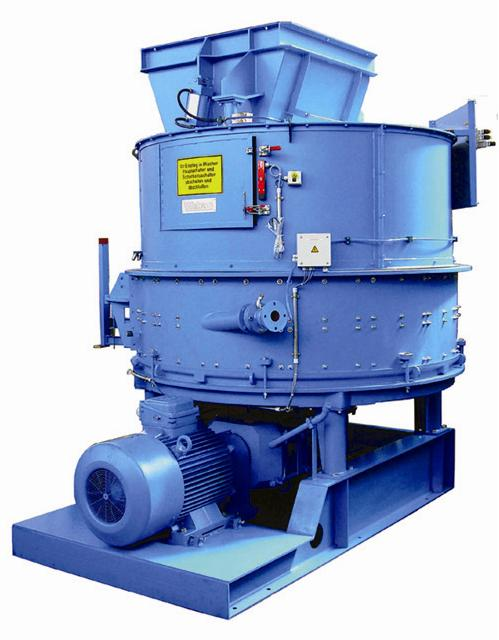
Sandmischer der Webac Gesellschaft für Maschinenbau mbH

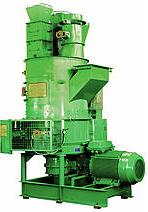
Kernsandmischer der Webac Gesellschaft für Maschinen mbH

Die Webac Holding AG hat drei Tochterfirmen unter sich. Neben der „Webac Gesellschaft für Maschinenbau mbH“ in Euskirchen, wozu auch Webac Maskin AB in Stockholm und „Webac s.r.o.“ in Tschechien gehören, gibt es auch die „Webac Gamma Immobilien Gesellschaft mbH“ in Euskirchen sowie die Webac Immobilien AG in Hagen.

### Webac Gesellschaft für Maschinenbau mbH
Das Maschinenbauunternehmen Webac Gesellschaft für Maschinenbau mbH konstruiert und fertigt Gießereimaschinen.

#### Geschichte
Die Webac Gesellschaft für Maschinenbau mbH wurde am 27. Juni 1962 als Tochterfirma (und eigenständiges Maschinenbauunternehmen) des skandinavischen Unternehmens Westin & Backlund in Euskirchen gegründet. 1993 übernahm Webac die Firma Michel, welche im Bereich Kernsandaufbereitung und Begasungstechnik aktiv ist. Die im Bereich der Sandregenerierung tätige Firma KGT wurde 1995 übernommen.
Am 1. Januar 2005 gab es eine Umstrukturierung. Die Webac Gesellschaft für Maschinenbau mbH wurde in eine Immobiliengesellschaft und eine Betriebsgesellschaft aufgespalten.
Die beweglichen Vermögenswerte und Schulden wurden an die Webac Technologie GmbH verkauft, das Grundstück und Gebäude blieben weiter im Besitz der Webac Gesellschaft für Maschinenbau mbH. Nach der Durchführung wurde die alte Webac Gesellschaft für Maschinenbau mbH (WM1) in Webac Gamma Immobilien Gesellschaft mbH und die neue Webac Technologie GmbH in Webac Gesellschaft für Maschinenbau mbH (WM2) umbenannt.

#### Produkte
Die Produktpalette des Unternehmens umfasst Maschinen zur Formsand- und Kernsandaufbereitung sowie Maschinen zur Sandregenerierung (Altsand, welcher schon verwendet wurde, wird dadurch wieder brauchbar gemacht), Durchlaufmischer und Sandumhüllungsanlagen, mit denen auch Frac Sand hergestellt werden kann. Zudem stellt die Webac Labormischer her, die benutzt werden, um eine optimale Sandmischung finden zu können.
Die Webac GmbH ist neben GUT GmbH, Freudenberg und der Förder- und Anlagentechnik (FAT) GmbH, Niederfischbach eine anerkannte Firma, die Sandregenerierungsanlagen bereitstellt.

#### Standorte
- Stammhaus in Euskirchen
- Fertigung für Kernsandanlagen in Radolfzell am Bodensee
- Webac S.R.O. in Pribram (Tschechische Republik) als Lieferant für Stahlbaukomponenten
- Webac Maskin in Stockholm als Verkaufsniederlassung für den skandinavischen Raum

### Webac Immobilien AG
Webac Immobilien AG wurde im November 1923 gegründet und hat ihren Geschäftssitz in Hagen. Ihre Geschäftstätigkeit ist der An- und Verkauf von unbebauten und bebauten Grundstücken und die Verwaltung der konzerneigenen Immobilien.

### Webac Gamma Immobilien Gesellschaft mbH
Die Webac Gamma Immobilien GmbH wurde am 1. Januar 2005 gegründet und entstand aus der Umstrukturierung und Aufspaltung der Webac Gesellschaft für Maschinenbau mbH. Sie besitzt das Grundstück und das Gebäude dieses Unternehmens.

## Aktionärsstruktur
Quelle:
| Aktionär                                | Aktien  | % (gerundet) |
| --------------------------------------- | ------- | ------------ |
| AB Tuner Holding, Stockholm/Schweden    | 87.667  | 10,30        |
| SHS Intressenter AB, Stockholm/Schweden | 87.667  | 10,30        |
| Eigene Aktien                           | 33.946  | 3,99         |
| Streubesitz                             | 641.853 | 75,41        |
| Gesamtaktienanzahl                      | 851.133 | 100,00       |